# Грбови рејона Алтајске Покрајине
Грбови рејона Алтајске Покрајине обухвата галерију грбова административних јединица руске покрајине — Алтајске, са статусом градских округа и рејона, те њихове историјске грбове (уколико их има).
Већина грбова настала је након успостављања Руске Федерације и Алтајске Покрајине, као њеног саставног субјекта.

## Грбови административних јединица

### Грбови округа
- 1 — Грб округа 
 Алејск
- 2 — Грб округа 
 Барнаул
- 3 — Грб округа 
 Белокуриха
- 4 — Грб округа 
 Бијск
- 5 — Грб округа 
 Заринск
- 6 — Грб округа 
 Новоалтајск
- 7 — Грб округа 
 Рубцовск
- 8 — Грб округа 
 Славгород
- 9 — Грб округа 
 Јаровоје
- 10 — Грб округа 
 Сибирскиј

### Грбови рејона
- Грб рејона 
 Змејногорски
- Грб рејона 
 Камењ на Обу
- Грб рејона 
 Првомајски
- Грб рејона 
 Рупцовски